# 茨城県立下館第二高等学校
茨城県立下館第二高等学校（いばらきけんりつしもだてだいにこうとうがっこう）は、茨城県筑西市にある県立高等学校である。

## 概要
通称は「下館二高（しもだてにこう）」や「館二（だてに）」など。
1898年（明治31年）設立の私立下館裁縫女学校を事実上の前身とする。修業年限を2ヵ年とし、明治33年に第1回卒業生25名を出した。茨城県内における義務教育後の女子教育機関としては最も早い時期に生まれた伝統校である(日本の高等学校設立年表)。
1900年（明治33年）に下館町立裁縫女学校が設立され、現在はこれを以て学校創立としている。長く女子校として歩んだのち、1993年（平成5年）より共学化。同年4月に男子53名が入学。2020年（令和2年）11月、創立120周年記念式典を行った。
文化祭は「恵幸祭」（けいこうさい）と称し、体育祭「弐翔祭」（にしょうさい）とともに、隔年で開催されている。

## 設置学科
- 全日制課程
  - 普通科

## 沿革
- 1900年（明治33年）4月5日 - 下館町立裁縫女学校として開校。
- 1910年（明治43年） - 下館町立女子技芸学校と改称。
- 1912年（明治45年） - 真壁郡立実科高等女学校と改称。
- 1921年（大正10年） - 茨城県下館高等女学校と改称。
- 1922年（大正11年） - 茨城県に移管、茨城県立下館高等女学校と改称。
- 1948年（昭和23年） - 学制改革により、茨城県立下館女子高等学校となる。普通科を設置。
- 1949年（昭和24年） - 茨城県立下館第二高等学校と改称。
- 1953年（昭和28年） - 家庭科を設置。
- 1964年（昭和39年） - 家庭科を廃止。
- 1993年（平成5年） - 男女共学化。
- 2015年（平成27年） - 新校舎完成。

## 著名な出身者
- 川崎真裕美 - 競歩のオリンピック選手(現：粟津温泉 喜多八女将)
- 鉄炮塚葉子 - 声優
- 小林美江 - 女優
- 西城慶子 - 歌手

## 最寄り駅

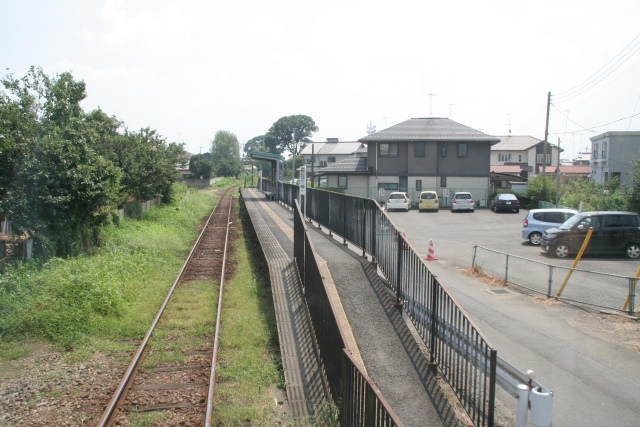
真岡鐵道下館二高前駅

- 真岡鐵道真岡線 下館二高前駅 徒歩約3分